# Revue germanique

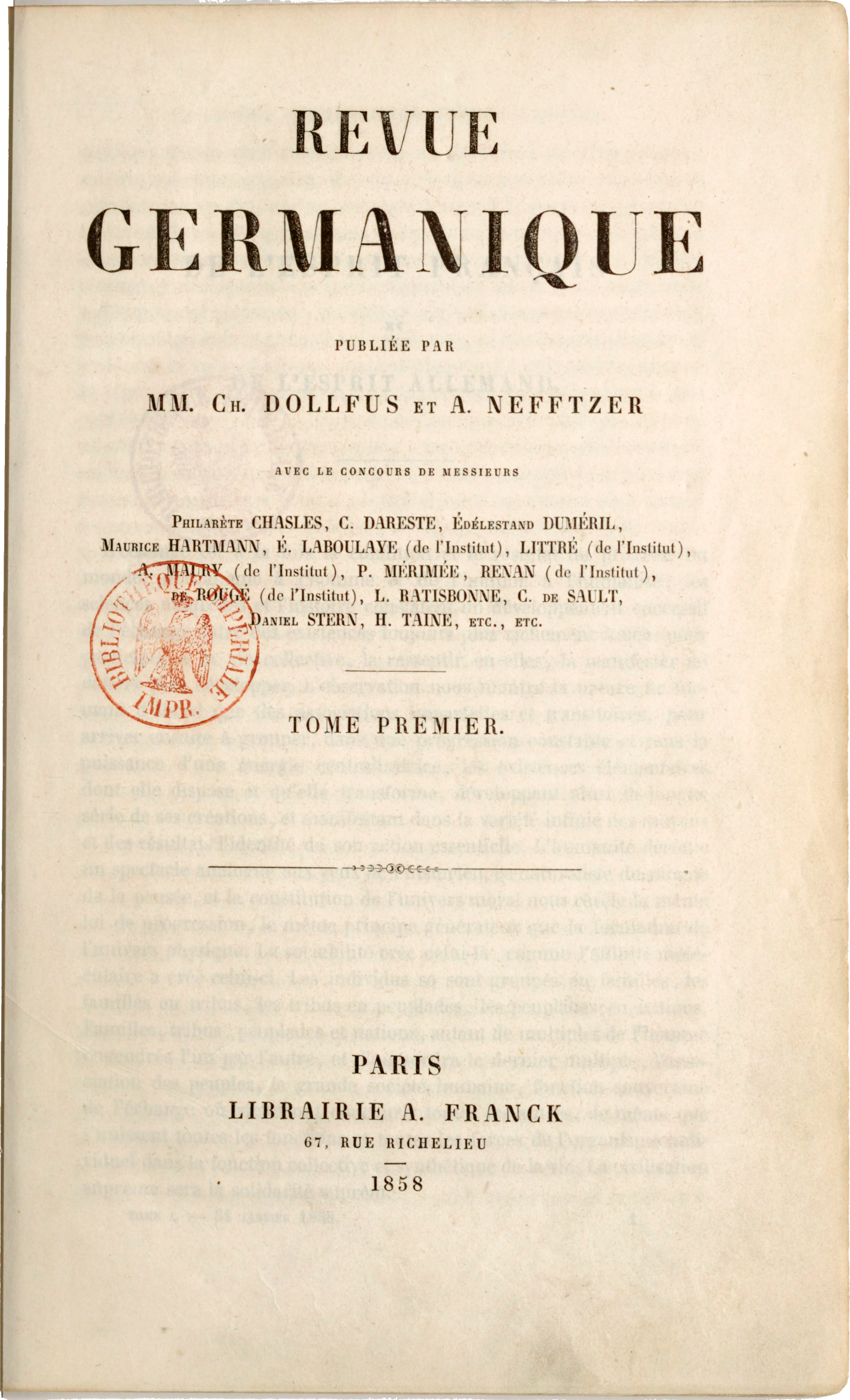
Titelblatt der Revue germanique

Die Revue germanique war eine Zeitschrift, die Anfang 1858 von den Elsässern Auguste Nefftzer und Charles Dollfus in Paris gegründet wurde, um über die geistigen Bewegungen Deutschlands zu informieren. Als Mittler zwischen der Zeitschrift und der deutschen Literaturszene wurde der in Paris im Exil lebende Schriftsteller Moritz Hartmann in die Redaktion aufgenommen, der gleichzeitig über die neueste deutsche Literatur berichten sollte.
Von 1858 bis 1861 erschienen 13 Bände der Zeitschrift unter dem ursprünglichen Titel. Von 1861 bis 1862 (Bd. 14–19) wurde sie unter dem Titel Revue germanique, française et étrangère, von 1862 bis 1865 (Bd. 20–35) als Revue germanique et française und von 1865 bis 1869 (Bd. 36–55) als Revue moderne fortgeführt. Das Redaktionsbüro befand sich bei Gründung der Zeitschrift in der Passage Saulnier 7.